# Janet Vida Watson
Janet Vida Watson (Londen, 1 september 1923 - Oxshott, 29 maart 1985) was een Brits geoloog en lid van de Royal Society.

## Biografie
Janet Vida Watson werd geboren op 1 september 1923 in Londen. Ze was de dochter van David Meredith Seares Watson en Katherine Margarite. Ze groeide op in South Hampstead en ging daar naar school. Vervolgens ging ze naar de Universiteit van Reading waar ze in 1943 afstudeerde in de biologie en geologie. Ze kreeg daar les van H.L. Hawkins die haar die haar hielp bij het verkrijgen van een plaats aan Imperial College. Ze studeerde daar in 1947 af in de geologie. Daarna werd ze door Herbert Harold Read gevraagd voor zijn nieuwe onderzoeksteam. De onderzoeksstudenten verbonden aan dit team focuste hun onderzoek op harde gesteentes. Aan het begin van haar onderzoekscarrière onderzocht ze het gesteente migmatiet in Sutherland. Een jaar later begon ze samen met John Sutton aan een onderzoek naar het Lewisian complex in het noordwesten van Schotland. Ze ontdekten dat dit er twee fasen onderscheiden kunnen worden binnen het complex. Eerst ontwikkelde de Scourian gneis zich. Na de vorming van dikes ontwikkelde het Laxfordian zich. Ze presenteerde hun bevindingen in 1951 bij de Geological Society of London. Hun bevindingen werden gezien als een doorbraak. Later werd bevestigd dat het Laxfordian honderden miljoenen jaren jonger is dan de Scourian gneis.
In 1949 promoveerden Watson en Sutton. Kort erna trouwde Watson met Sutton en verhuisden ze samen naar Chelsea. Van 1949 tot en met 1952 had ze een beurs van de Royal Commission for the Exhibition of 1851 waardoor ze samen met haar man - die inmiddels een baan als docent had - onderzoek kon blijven verrichten. Daarna was ze tot 1974 werkzaam als de assistent van Read. Read was verbonden aan het Imperial College. Samen publiceerde ze een aantal boeken. Te beginnen met Beginning geology in 1966, gevolgd door Introduction to Geology: Volume 1 Principles. Deze werken werden gevolgd door Introduction to geology Volume 2 Earth history: Part 1 Early Stages of Earth History (1968) en  het vervolg Introduction to geology Volume 2 Earth history: Part 2 Later Stages of Earth History (1975). Van 1974 tot en met 1980 was ze hoogleraar geologie aan het Imperial College. Van 1982 tot 1984 was ze de eerste vrouwelijke president van de Geological Society of London.
Gedurende haar carrière is ze meerdere malen onderscheiden. In 1965 ontving ze samen met John Sutton de Bigsby Medal, in 1973 ontving ze de Lyell Medal en in 1997 de Clough Medal. Datzelfde jaar trad ze toe tot de Royal Society waarvan ze tot haar dood in 1985 de vicepresident was.

## Erkenning
- Lyell Fund – samen met John Sutton in 1954
- Bigsby Medal – samen met John Sutton in 1965
- Lyell Medal – awarded 1973
- Clough Medal – 1979
- Lid Royal Society – 1979